# Mont Hua

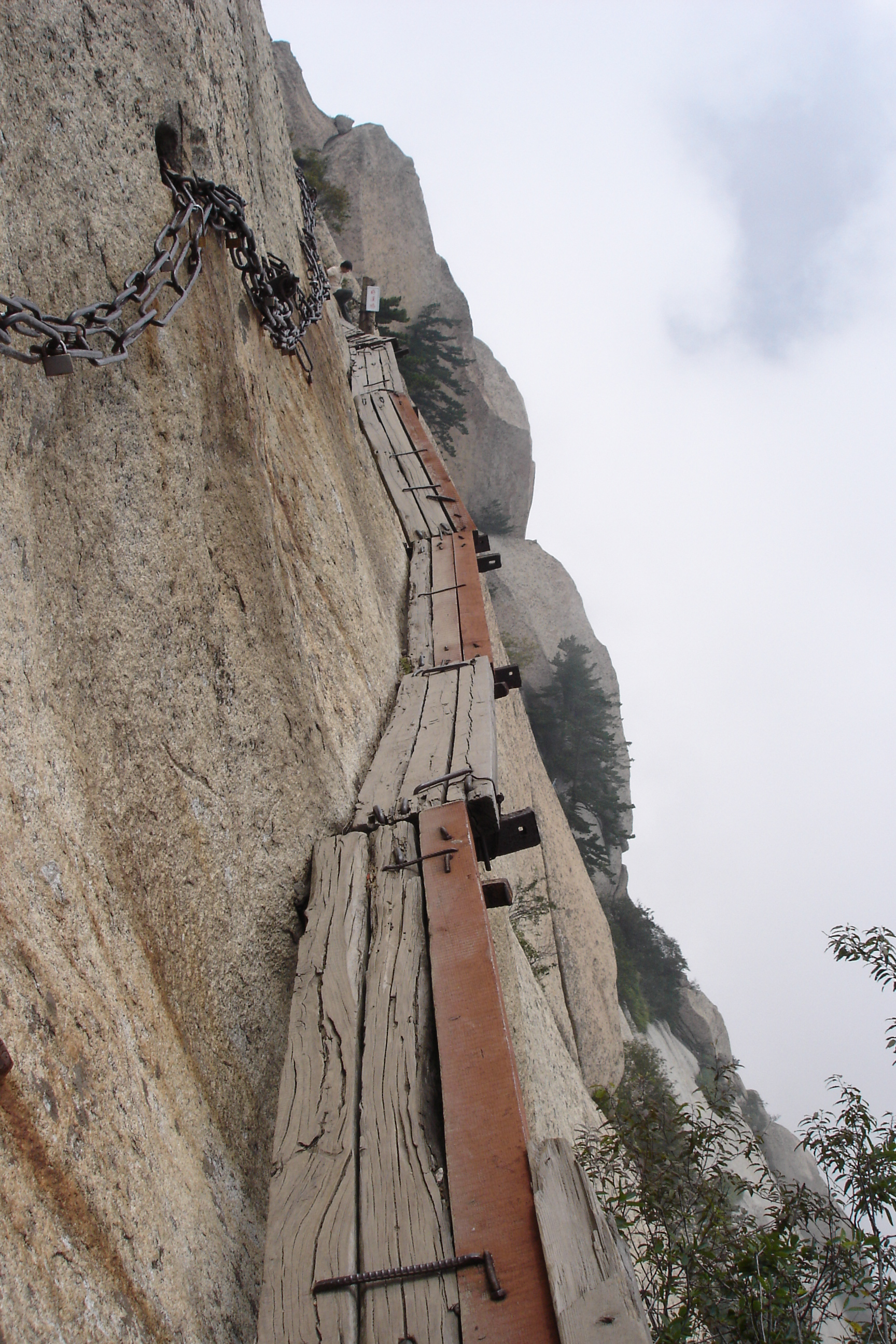
El mont Hua

El mont Hua (xinès tradicional: 華山, xinès simplificat: 华山, literalment 'Muntanya de l'Esplendor'), coneguda també com a Huà Shān, es troba a la província de Shǎnxī, 120 km a l'est de la ciutat de Xi'an i prop de Huayin, a la Xina. Originalment, estava format per tres pics, però actualment, aquest lloc sagrat té cinc pics, dels quals el més alt és el pic Sud, de 2.160 m. És una de les cinc muntanyes sagrades del taoisme.
El 29 de novembre de 2001 el «Àrea Escènica Hua Shan» va ser inscrita en la Llista Indicativa de la Xina del Patrimoni de la Humanitat, en la categoria de be mixt (nº. ref 1626). Són 204 km² (148 km² àrea escènica protegida i 56 km² de zona perifèrica de protecció) en la qual hi ha 323 llocs escènics naturals principals, 1500 relíquies culturals (conjunts i peces), més de 300 peces de taules de pedra i unes 570 inscripcions rupestres.

## Geografia
El mont Hua està situat al sud-est de l'altiplà de Loes, a la conca del riu Groc, al sud de la vall del riu Wei, a l'extrem oriental de les muntanyes Qinling, al sud de la província de Shaanxi.

## Els cims

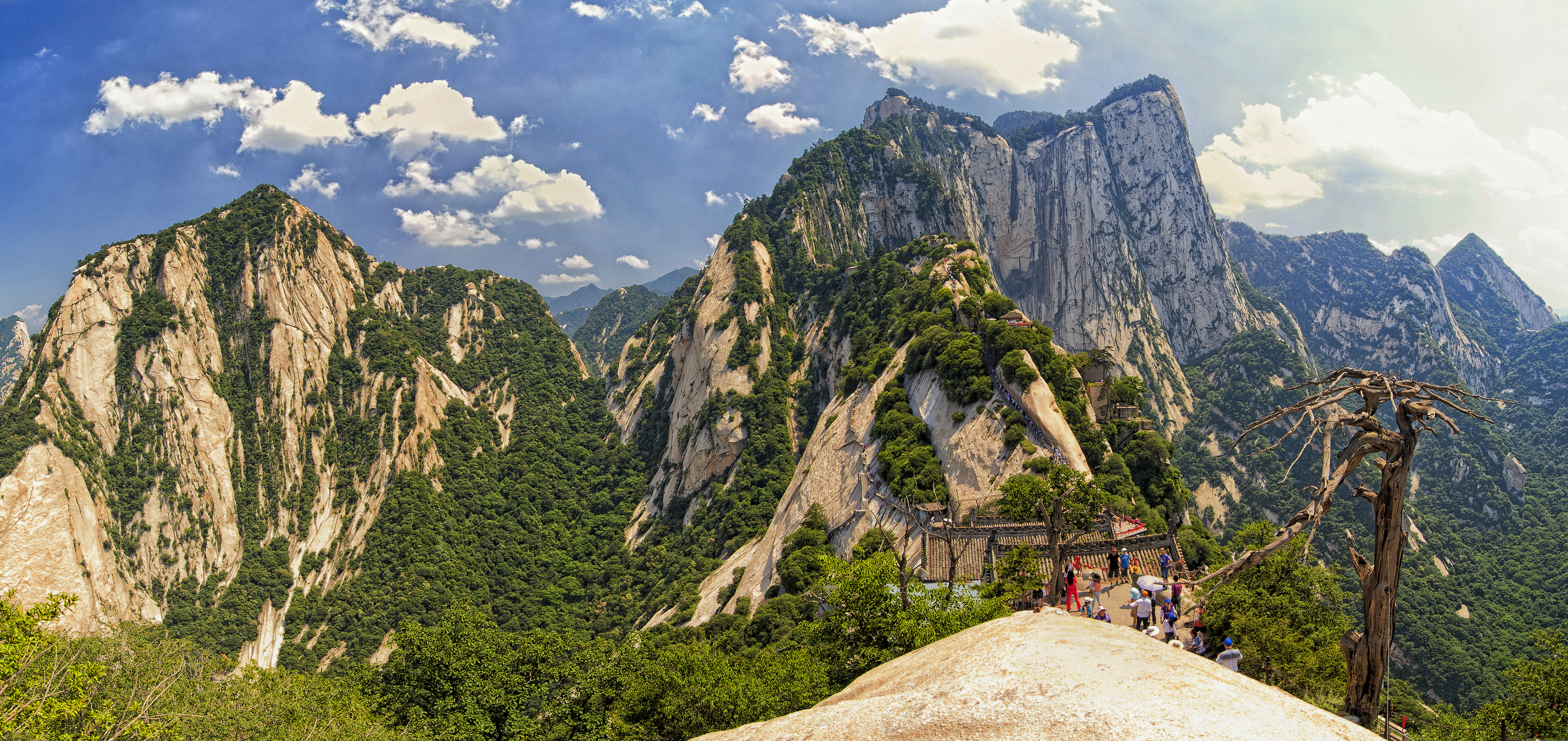
Vista des del Pic Nord

Tradicionalment, només el gran altiplà al sud del pic Wu Yu Feng (pic dels Cinc Núvols) tenia el nom de Gran Hua Shan, és a dir, Gran Muntanya Hua, literalment, Gran Muntanya de la Flor. Només podia accedir-s'hi a través de la serralada coneguda com a Ca Long Ling (Serralada del Drac Fosc), fins que en els anys 1980 es va construir un camí més adequat i van començar a nomenar-se els pics. Els tres principals, que envoltaven l'altiplà, eren: el pic Est, el pic Sud i el pic Oest.
- el pic Est, Dong Feng, consta de quatre cims, el més alt té 2096,2 m;
- el pic Sud, Nan Feng, consta de tres cims. El més alt és el Luo Yan Feng, de 2154,9 m;
- el pic Oest, Xi Feng, només té un cim. el Lian Hua Feng, que té 2082,6 m;.

Amb el desenvolupament d'una ruta nova per la gola de la muntanya Hua, es va identificar el pic Nord, Yun Tai Feng, de 1613 m. i es va donar el nom de pic Central a un dels cims del pic Est, el Yu Nue Feng.

## Història
A principis del segle ii, hi havia un temple taoista conegut com "el Santuari", a la base de pic de l'Oest. Els taoistes creien que a les muntanyes hi vivia un déu del món subterrani, i el temple va ser usat a vegades pels mèdiums per poder contactar amb ell. En aquella època només visitaven la muntanya pelegrins locals i imperials, per raó de la seva inaccessibilitat. També era un lloc de peregrinació per als que buscaven la immortalitat o metges tradicionals que buscaven plantes medicinals que tenien el seu poder en el fet de pertànyer a aquest lloc.
Kou Qianzhi (365-448) el fundador del moviment taoista conegut com a Mestres Celestials del Nord, continuació del Camí dels Mestres Celestials, va rebre aquí la inspiració. El llegendari savi taoista Chen Tuan va obtenir aquí la immortalitat. En la dècada de 1230, tots els temples de la muntanya van quedar sota l'autoritat de la Escola Quanzhen. El 1998, l'Associació Taoista de la Xina es va fer càrrec de molts dels temples, amb la intenció de protegir el medi ambient, ja que la presència de monjos dissuadeix als caçadors i llenyataires furtius.

## Temples i rutes d'ascens
La muntanya té diversos temples i altres estructures religioses en els seus cims i pics. A la seva base hi ha el Claustre de la Font de Jade, dedicat a Chen Tuan.
Per ascendir al pic Nord hi ha dues rutes d'ascens. La més popular segueix el canó de la muntanya Hua, amb uns 6 km des del poble de Huashan. Des del pic Nord, hi ha una sèrie de senders que són l'única manera d'arribar als altres pics.